# Androsteron
Androsteron (ADT) is een metaboliet van het geslachtshormoon testosteron die vooral in de lever gebouwd wordt. Het oorspronkelijk in de testes opgebouwde testosteron wordt omgezet tot androsteron, dat dan in de urine afgscheiden wordt. Bij dopinggebruik met betrekking tot testosteron kan men dus androsteron opsporen via de urine. Androsteron heeft een zwakke androgene activiteit. Het regelt net zoals testosteron de geslachtsrijping en is belangrijk voor de mannelijke secundaire geslachtskenmerken.
Androsteron was het eerst geïsoleerde steroïdhormoon. Het werd in 1931 door Adolf Butenandt en Kurt Tscherning in mannelijke urine gevonden. Daartoe destilleerden ze 25.000 liter en onttrokken hieruit 50 milligram kristallijne androsteron.